# Saltos ornamentais nos Jogos Olímpicos de Verão de 1932
Os saltos ornamentais nos Jogos Olímpicos de Verão de 1932 foi realizado em Los Angeles, nos Estados Unidos, com quatro eventos disputados. Os donos da casa se imporam nessa modalidade e conquistaram as doze medalhas possíveis.

## Eventos dos saltos ornamentais
Masculino: Trampolim de 3 metros | Plataforma de 10 metros
Feminino: Trampolim de 3 metros | Plataforma de 10 metros

## Masculino

### Trampolim de 3 metros masculino
| Pos. | País                 | Atletas          |
| ---- | -------------------- | ---------------- |
|      | Estados Unidos (USA) | Michael Galitzen |
|      | Estados Unidos (USA) | Harold Smith     |
|      | Estados Unidos (USA) | Richard Degener  |

Com apenas treze saltadores na disputa, foi realizada uma única fase.
| Pos. | Saltador              | Pontos |
| ---- | --------------------- | ------ |
| 1    | USA Michael Galitzen  | 161.38 |
| 2    | USA Harold Smith      | 158.54 |
| 3    | USA Richard Degener   | 151.82 |
| 4    | CAN Alfred Phillips   | 134.64 |
| 5    | GER Leo Esser         | 134.30 |
| 6    | JPN Kazuo Kobayashi   | 133.76 |
| 7    | FRA Emile Poussard    | 128.66 |
| 8    | JPN Tetsutaro Namae   | 125.18 |
| 9    | AUT Josef Staudinger  | 124.50 |
| 10   | MEX Federico Mariscal | 111.98 |
| 11   | CAN Arthur Stott      | 110.22 |
| 12   | MEX António Mariscal  | 97.28  |
| 13   | MEX Alonso Mariscal   | 88.32  |

### Plataforma de 10 metros masculino
| Pos. | País                 | Atletas          |
| ---- | -------------------- | ---------------- |
|      | Estados Unidos (USA) | Harold Smith     |
|      | Estados Unidos (USA) | Michael Galitzen |
|      | Estados Unidos (USA) | Frank Kurtz      |

Com apenas oito saltadores na disputa, foi realizada uma única fase.
| Pos. | Saltador              | Pontos |
| ---- | --------------------- | ------ |
| 1    | USA Harold Smith      | 124.80 |
| 2    | USA Michael Galitzen  | 124.28 |
| 3    | USA Frank Kurtz       | 121.98 |
| 4    | AUT Josef Staundinger | 103.44 |
| 5    | MEX Carlos Curiel     | 83.82  |
| 6    | MEX Jesus Flores Albo | 77.94  |
| 7    | CAN Albert Phillips   | 77.10  |
| 8    | JPN Hidekatsu Ishida  | 75.92  |

## Feminino

### Trampolim de 3 metros feminino
| Pos. | País                 | Atletas         |
| ---- | -------------------- | --------------- |
|      | Estados Unidos (USA) | Georgia Coleman |
|      | Estados Unidos (USA) | Katherine Rawls |
|      | Estados Unidos (USA) | Jane Fauntz     |

Com apenas oito saltadoras na disputa, foi realizada uma única fase.
| Pos. | Saltadora           | Pontos |
| ---- | ------------------- | ------ |
| 1    | USA Georgia Coleman | 87.52  |
| 2    | USA Katherine Rawls | 82.56  |
| 3    | USA Jane Fauntz     | 82.12  |
| 4    | GER Olga Jordan     | 77.60  |
| 5    | CAN Doris Ogilvie   | 70.00  |
| 6    | AUT Magdalene Epplu | 63.70  |
| 7    | JPN Etsuko Kamakura | 60.78  |
| 8    | DEN Ingrid Larsen   | 57.26  |

### Plataforma de 10 metros feminino
| Pos. | País                 | Atletas         |
| ---- | -------------------- | --------------- |
|      | Estados Unidos (USA) | Dorothy Poynton |
|      | Estados Unidos (USA) | Georgia Coleman |
|      | Estados Unidos (USA) | Marion Roper    |

Com apenas sete saltadoras na disputa, foi realizada uma única fase.
| Pos. | Saltadora             | Pontos |
| ---- | --------------------- | ------ |
| 1    | USA Dorothy Poynton   | 40.26  |
| 2    | USA Georgia Coleman   | 35.56  |
| 3    | USA Marion Roper      | 35.22  |
| 4    | SWE Ingeborg Sjöquist | 34.52  |
| 5    | DEN Ingrid Larsen     | 31.96  |
| 6    | JPN Etsuko Kamakura   | 31.36  |
| 7    | DEN Magdalene Epply   | 26.76  |

## Quadro de medalhas dos saltos ornamentais
| Ordem | País               | Medalha de ouro | Medalha de prata | Medalha de bronze | Total |
| ----- | ------------------ | --------------- | ---------------- | ----------------- | ----- |
| 1     | USA Estados Unidos | 4               | 4                | 4                 | 12    |